# 生産計画
生産計画（せいさんけいかく、英: overall production plannning）とは、
1. (広義)生産管理におけるすべての計画のことで、在庫計画、日程計画、生産能力計画などを内包する。各種の計画とともに、経営計画の一部となる。
2. (狭義)生産数量と生産時期に関する計画のこと。計画期間内に、どの製品をどれだけ生産するかを決定する。

生産計画は、期間の長さの観点からは、3つにわけられる。
期間生産計画（大日程計画）、月度生産計画（中日程計画、月別生産計画、手配計画）、日程計画（小日程計画、確定計画）。ただし、（）内はそれぞれの別名を表している。
期間生産計画における生産計画は、広義の生産計画であり、経営計画の期間にあわせたある期間における生産活動を計画したもの。半年から1年に関する生産活動の方向づけがおこなわれる。
月度生産計画は、狭義の生産計画である。月度といっているが、必ずしも、月ごとに計画しなければならないものではなく、1～3ヶ月間の生産品種・数量が明確にされる。四半期計画、旬間計画、週間計画の形をとってもよい。
日程計画も、狭義の生産計画であるが、月度生産計画よりも、さらに踏みこんだところまで決定する。具体的には、どの職場で、いつ開始して、いつ完了するかなどを決定するのである。
生産計画を、製品の種類の観点から分類すると、2種類に分類することができる。
- シングルプロダクト問題：
- プロダクトミックス問題：

生産計画の策定の最も単純なケースとして、例えばある工場が、次のような諸要素を考慮しつつ、もっとも望ましい製品の生産スケジュールを模索する場合が挙げられる。
- 部品調達など生産にかかるコストと所要時間
- 予想される需要
- 買い取り先への輸送コスト

生産計画を通じて具体的に達成すべき目的としては、次のようなものが想定されていることが多い。
- コストの削減
- 利益率の最大化
- 納期など取引先や顧客のニーズへの対応

計画の際には、非常に基本的なケースであれば、線型計画問題に帰着することができる。

## システム例
現在、業務はコンピュータ化が進められ、それらのシステムをスケジューリングシステム、生産スケジューラという。主なものとして以下のものがある。
- Asprova　http://www.asprova.jp/
- FLEXSCHE　http://www.flexsche.com/
- PlanWizard　http://www.wizard-system.com/
- Joyscheduler  http://www.jte.co.jp
- FLEXIS　http://www.flexis.jp/
- DIRECTOR6　http://director.cimtops.co.jp/